# Yamakasi – współcześni samurajowie
Yamakasi – film wyprodukowany przez Luca Bessona. Yamakasi jest grupą siedmiu dwudziestokilkulatków z przedmieścia, którzy uprawiają parkour.

## Występują
- l'Araignée (Pająk) – Bruno Duris (Williams Belle)
- Baseball (Bejzbol) – Oliver Chen (Chu Belle Dinha)
- La Belette (Łasica) – Malik N'Diayel (Malik Diouf)
- Zicmu (Muzykant) – Ousmane Dadjacan (Yann Hnautra)
- Rocket (Rakieta) – Abdou N'Goto (Guylain N'Guba-Boyeke)
- Sitting Bull (Siedzący Byk) – Ousmane Bana (Charles Perrière)
- Tango (Tango) – Jean Michel Lucas (Laurent Piemontesi)